# Ekadżati
Ekadżati (skt. eka jeden, jati lok; tyb. ral chig ma) – najważniejszy żeński strażnik występujący w tradycji Dzogczen i reprezentującej jej szkole Ningma, jak również w pozostałych szkołach buddyzmu tybetańskiego: Kagju, Gelug i Sakja. Również jedna z 21 Tar i jednocześnie jedna z najmocniejszych i najdzikszych bogiń w mitologii tybetańskiej.
Jej główną funkcją jest ochrona sekretnych mantr i jako matka matek wszystkich buddów, reprezentuje najwyższe zjednoczenie. Jej własna mantra jest również sekretna.
Pojawia się w różnych tantrach Mahakali pochodzących pierwotnie z Indii. Często występuje również jako wyzwolicielka w mandali Zielonej Tary, gdzie jej moce rozpuszczają strach przed wrogami, rozprzestrzeniając radość i usuwają przeszkody na ścieżce do oświecenia.

## Ikonografia
Jej ciało jest brązowe, ciemnoczerwone lub czarne. Posiada jedno oko, jedną pierś, jeden lok i jeden długi biały ząb, przegryzający się przez dolną wargę, symbolizujące niedualną pierwotną naturę energii.
Prawe ramię podniesione jest ku górze w gniewnym geście, wymachuje niczym berłem, palem z nabitymi na niego zwłokami, symbolizującymi tego, kto wypacza nauki. Palcem wskazujący skierowany na zewnątrz emanuje formę wilka. Lewa dłoń uniesiona ku ustom trzyma ciemne czerwone ludzkie serce, które niemal w całości zakrywa jej zwisającą pojedynczą pierś.
Na głowie nosi diadem zbudowany z pięciu kwitnących kwiatów i trzech czaszek, osadzony na żółtych, uniesionych w górę na kształt płomieni włosach, splatających się w pojedynczy lok. Uszy i inne części ciała zdobią kolczyki, bransolety i naramienniki, podczas gdy wokół pasa owinięta jest wyprawiona skóra tygrysa.
Otoczona przez dym i płomienie, z prawą nogą w górze w tanecznej pozie, lewą stopą wgniata leżącą na otwartym kwiecie lotosu, z twarzą ku ziemi postać symbolizującą pokonane ego. Pod nimi znajduje się trójkątny tron ozdobiony dziewięcioma ludzkimi czaszkami.
W młodszych szkołach buddyzmu tybetańskiego jest ona postrzegana jako matka Palden Lhamo i posiada bardziej typową postać z jedną twarzą, trzema oczami i dwoma piersiami. Zawsze z pół-gniewnym obliczem i jednym lokiem włosów.

## Ekadżati w tradycjiBon
Ekadżati jest również Królową Mamo, żeńskich duchów, wywołujących epidemie i wojny. Jednak chociaż nimi rządzi, sama nie jest Mamo, lecz w pełni urzeczywistnionym strażnikiem.
Jest modyfikacją tybetańskiej bogini niebios, której prawe oko zostało przekłute przez tantrycznego mistrza Padmasambhawa skazującego ją na banicję.